# Cerro Torre
Cerro Torre är ett berg i södra Patagonien på gränsen mellan Chile och Argentina. Berget är 3102 meter högt och räknas liksom det närbelägna Fitz Roy till ett av världens mest svårbestigna. Cerro Torres topp är helt istäckt vilket försvårar bestigningen. Berget har tidigare varit mycket otillgängligt, drygt 220 kilometer nordväst om den tidigare utposten El Calafate. Men i mitten av 1980-talet etablerade Argentina en ny utpost, El Chaltén, i området som en del av det geopolitiska spelet med Chile om gränsdragningarna i området. Från El Chaltén når man bergets fot på en halv dags vandring. Berget ingår i Los Glaciares nationalpark på den argentinska sidan, en park som sedan 1981 är med på Unescos världsarvslista.

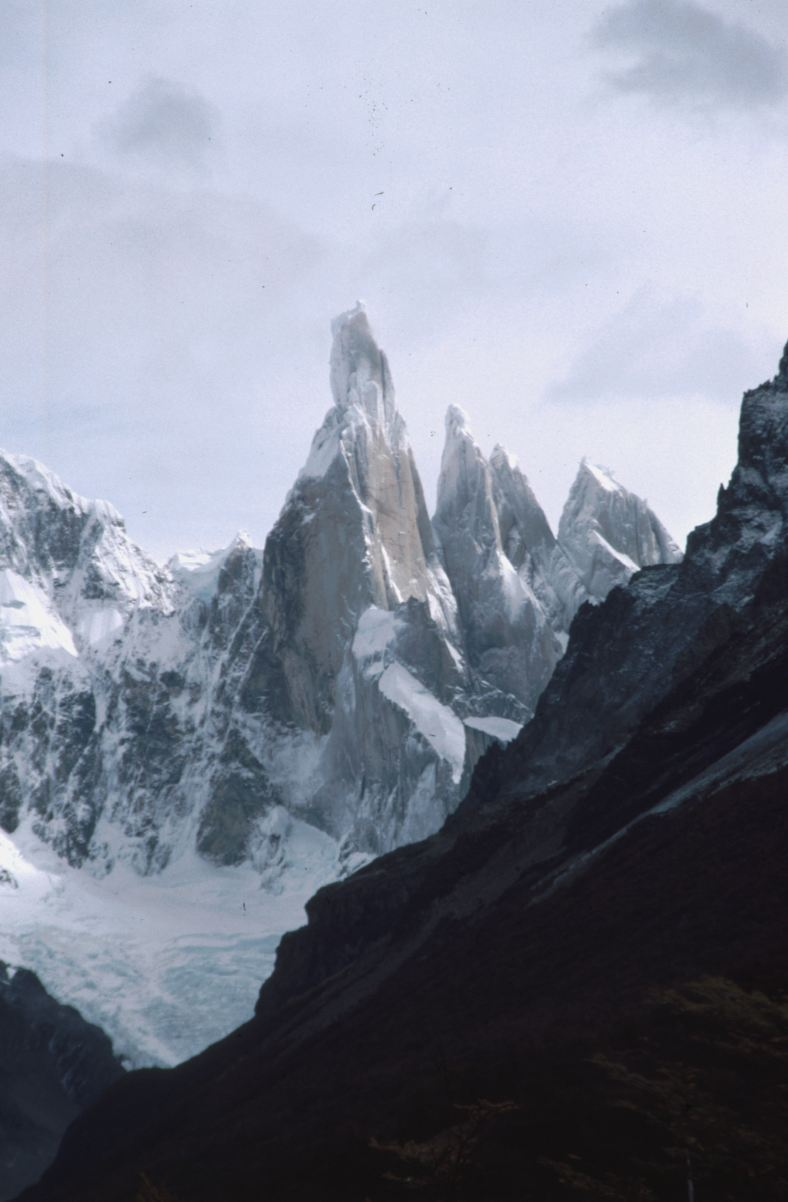
Cerro Torre

När den första bestigningen av berget skedde är omstritt.  Cesare Maestri hävdade att han hade lyckats bestiga berget 1959, det saknades dock vittnen som kunde verifiera det och hans klättringspartner Toni Egger omkom på vägen ned för berget. År 1991 lyckade andra klättrare för första gången följa Maestris spår, men utan att hitta några spår efter hans klättring i berget.